# Liu Xiaobo (taekwondo)
Cet article concerne un taekwondoïste. Pour le militant des droits de l'homme, voir Liu Xiaobo.
Dans ce nom chinois, le nom de famille, Liu, précède le nom personnel.
Liu Xiaobo, né le 16 janvier 1984 à Pékin, est un taekwondoïste chinois.

## Carrière
Liu Xiaobo est médaillé de bronze aux Jeux olympiques d'été de 2012 à Londres dans la catégorie des plus de 80 kg.